# Erwin Stresemann
Erwin Stresemann (Dresda, 22 novembre 1889 – Berlino, 20 novembre 1972) è stato un ornitologo e storico della scienza tedesco.
Figlio del farmacista Richard Stresemann e di Marie Dunkelbeck, è stato uno degli ornitologi più importanti del XX secolo. Studiò scienze naturali (specialmente zoologia) dal 1908 nelle università di Jena, Friburgo e Monaco, e tra il 1910 e il 1912 partecipò alla «Seconda Spedizione di Friburgo alle Molucche», che si svolse sotto la direzione dello scienziato Karl Deninger (1878-1919).
Tra il 1914 e il 1918 effettuò il servizio militare, e nel 1918 iniziò a lavorare presso il Dipartimento di supporto scientifico della Collezione Zoologica di Stato, a Monaco. Nel 1920 conseguì il dottorato cum laude, con relatore Richard von Hertwig (1850-1937), presso l'Università di Monaco. A partire dal 1921 fu posto a capo del «Dipartimento degli Uccelli» del Museo Humboldt di Storia Naturale di Berlino, e incoraggiò allo studio scientifico un gran numero di futuri studiosi tedeschi, come Ernst Mayr e Bernhard Rensch.
Nel 1930 venne nominato professore onorario a Berlino e nel 1946 divenne professore di Zoologia. Tra il 1946 e il 1959 fu Direttore del Museo di Zoologia dell'Università Humboldt di Berlino. Per un lungo periodo di tempo (dal 1922 al 1961) è stato inoltre redattore del Journal für Ornithologie, e Segretario Generale, Presidente (dal 1949) e presidente onorario della Società Tedesca di Ornitologia.
Stresemann si sposò nel 1916 con Elizabeth Deninger, sorella di Karl, dalla quale divorziò nel 1939; nel 1941 sposò Vesta Grote.

## Pubblicazioni
- Die Paulohisprache: ein Beitrage zur amboinischen Sprachengruppe (M. Nijhoff, ’s-Gravenhage, 1918).
- Avifauna Macedonica; die ornithologischen Ergenisse der Forschungsreisen, unternommen nach Mazedonien durch Prof. Dr. Doflein und Prof. L. Müller ... in den Jahren 1917 und 1918 (Dultz & co., Monaco, 1920).
- Die lauterscheinungen in den ambonischen sprachen (D. Reimer, Berlino, 1927).
- Exkursionsfauna von Deutschland (in tre volumi, Volk und Wissen, Berlino, 1955).
- Con Leonid Portenko (1896-1972), Atlas der Verbreitung palaearktischer Vögel (Akademie-Verlag, Berlino, 1960).
- Die Entwicklung der Ornithologie, von Aristoteles bis zur Gegenwart (F. W. Peters, Berlino, 1951, tradotto in inglese nel 1975).